# 梅心聞
《梅心聞》（英文名稱為Meinews），為國立清華大學學生在2009年成立的非正式組織，目的在於報導清大有價值的人物、校園故事，並希望能將校內雜亂的資訊做整合，提供學生更方便的生活資訊參考，在2011年6月後已無活動。

## 標誌
「梅」是清華大學的象徵之一，「心聞」取的是「新聞」的諧音，除了有表明組織宗旨在於提供各項訊息外，更希望能在現今媒體亂象的世代下，走一條不一樣的路，給人更多溫暖故事，帶來心靈上的充電。
標誌為中文手寫黑體文字，加上五彩梅花綻放的圖像，搭配上白底。設計用意希望能清楚立即識別組織名稱，並且具有光明、溫馨的象徵意義。
另底端有英文標語 "MeiNews is good news"，取 "Mei" 與「沒」的諧音，隱含諺語「沒新聞就是好新聞」之意。

## 發行狀況
定位為週刊形式，每週二於網路發刊，創刊號於2009年9月15日上線。2010年3月17日起考量增加每期報導的豐富性，調整為隔週發行一次，並同時進行網頁版面改版。

## 支援活動
- 2009年8月：協助整理報導八八水災志工「竹蜻蜓工作隊」訊息，見竹蜻蜓快報 （页面存档备份，存于）。
- 2009年11月：協助校長遴選行動小組，促發校內公共議題的關注與討論。

## 相關新聞報導
- 自由時報：2009年11月2日，清大溫馨事 「梅心聞」e網打盡 （页面存档备份，存于）
- 聯合報：2009年11月9日，清大校長遴選 學生辦網路投票
- 中央社/Your News：2009年11月16日，清大生關注焦點 梅心聞一把抓
- . 新竹IC之音. 2009年11月11日  [2009年11月24日]. （原始内容存档于2009年12月7日）.
- . 中國時報. 2009年12月6日. （原始内容存档于2017-07-07）.

## 外部連結
- 梅心聞網站
- 梅心聞YouTube頁面 （页面存档备份，存于）